# Ломбар, Ален
Ален Ломбар (фр. Alain Lombard; род. 4 октября 1940, Париж) — французский дирижёр.
Окончив Парижскую консерваторию, в 1961 г. поступил дирижёром в Лионскую оперу. В 1966 г. разделил с тремя другими молодыми коллегами — Вальтером Гиллессеном, Хуаном Пабло Искьердо и Сильвией Кадуфф — победу в конкурсе дирижёров имени Димитриса Митропулоса в США, после чего в течение года работал ассистентом у Леонарда Бернстайна; в 1967 г. дебютировал на сцене Метрополитен-оперы и возглавил Филармонический оркестр Большого Майами, придав, по мнению критиков, коллективу «новую энергию, стиль и популярность». В 1972—1983 гг. возглавлял Страсбургский филармонический оркестр; на этом посту выступил инициатором создания Рейнской оперы путём объединения небольших трупп из Страсбура, Кольмара и Мюлуза. В 1988—1995 гг. главный дирижёр Национального оркестра Аквитании, с 1990 г. также руководил и Бордоской оперой. В 1999—2005 гг. стоял во главе Оркестра итальянской Швейцарии. Записал оперы «Кармен» Бизе, «Лакме» Делиба, «Фауст» Гуно, «Волшебная флейта» Моцарта, «Турандот» Пуччини.